# Nancy Gertner
Nancy Gertner, née en 1946, est une ancienne juge fédérale américaine.
Diplômée de la Yale Law School, elle commence sa carrière en tant qu'avocate avant d'être nommée juge fédéral en 1994. Après avoir pris sa retraite en 2011, elle enseigne à la faculté de droit de Harvard.

## Biographie

### Jeunesse et formation
Durant son enfance, Nancy Gertner débat longuement avec son père, un commerçant vivant dans l'arrondissement new-yorkais du Queens, au sujet des droits civiques ou encore du concept de genre. Elle rêve de devenir la première femme présidente des États-Unis et décide d'étudier le droit pour suivre l'exemple du président Abraham Lincoln, qui fut juriste avant de s'engager en politique,. Elle souhaite intégrer Radcliffe College, un établissement situé près de Boston, mais son père insiste pour qu'elle demeure à New York. La jeune fille entre finalement à Barnard College, un collège pour femmes affilié à l'université Columbia et enseignant les arts libéraux. Elle prend part à des manifestations contre la guerre du Viêt Nam, qu'elle décrit comme une expérience ayant transformé sa vie (« It was a life-changing experience »).
Nancy Gertner poursuit ses études à la Yale Law School, l'école de droit de l'université Yale, où elle se lie d'amitié avec une autre étudiante, Hillary Rodham. Le campus est connu comme un foyer d'activisme politique. Il est visité par des groupes de sensibilisation à la cause féministe. En 1970, année marquée par la fusillade de Kent State University, la jeune femme prend part à des mouvements de grève. Durant trois semaines, elle est observatrice judiciaire (en) pour le mouvement des Black Panthers lors d'un procès pour meurtre. Durant son passage à Yale, elle participe à la rédaction du Yale Law Journal, la revue gérée par les étudiants.
Nancy Gertner obtient un baccalauréat universitaire (B.A. degree) de l'université Columbia en 1967, une maîtrise (Master of Arts, M.A.) en science politique de l'université Yale, ainsi qu'un doctorat en droit (Juris Doctor, J.D.) en 1971,.

### Carrière

#### En tant qu'avocate
Après avoir obtenu son diplôme, Gertner s'installe à Boston. Durant un an, elle assiste un juge de cour d'appel fédérale. Elle a l'occasion d'enseigner mais choisit d'entrer dans un petit cabinet juridique en 1972. Elle se spécialise d'abord dans les affaires de divorce, puis dans ses domaines de prédilection, la discrimination à l'emploi et le droit pénal. Elle établit sa réputation en tant qu'avocate de défense criminelle (criminal defense attorney). Elle représente notamment Susan Saxe, une militante féministe accusée d'avoir participé à une série de braquages de banques, qui figure avant son arrestation sur la liste des fugitifs les plus recherchés établie par le FBI.

#### En tant que juge fédéral
En 1993, Nancy Gertner est nommée juge fédéral pour le district du Massachusetts par Bill Clinton, qui s'est engagé à impliquer plus de femmes dans le système judiciaire, et sa nomination est confirmée l'année suivante par le Sénat des États-Unis. Avant l'élection d'un président représentant le Parti démocrate, les observateurs estimaient son affectation peu probable, en raison du passé « radical » de Gertner et de son opposition à la peine de mort. Devant le comité judiciaire du Sénat, elle reconnaît le caractère constitutionnel de la sentence et déclare qu'il ne fait aucun doute dans son esprit qu'elle pourrait « demander l'application de la peine capitale dans certaines circonstances » (« [there was] no question in my mind that I could impose the death penalty in appropriate circumstances »),.

#### Autres activités
Gertner publie dans des revues juridiques et intervient dans les pages éditoriales de différents quotidiens. Estimant que les juges doivent aborder certaines questions publiquement, malgré les restrictions imposées par le code de conduite judiciaire, elle tient à partir de 2008 un blog consacré aux questions juridiques sur le site du magazine Slate. Elle prend sa retraite en septembre 2011, après avoir publié son autobiographie.
Durant les années 2000, elle donne des cours consacrés à la détermination des peines (sentencing) à la Yale Law School, l'école de droit de l'université Yale,. Depuis 2011, elle enseigne à la faculté de droit de Harvard, après avoir été professeure invitée dans les années 1980.

## Affaires marquantes
Le juge Gertner est intervenue dans des affaires judiciaires ayant attiré l'attention :
En 2007, elle condamne le gouvernement fédéral à payer une amende record de 102 millions de dollars en raison du comportement du FBI dans une affaire ayant eu lieu en 1968. L'agence gouvernementale avait intentionnellement dissimulé des preuves qui auraient disculpé quatre personnes condamnées à tort pour meurtre. Deux des condamnés sont morts en prison, les autres sont détenus jusqu'à l'annulation de leurs condamnations, survenue à la fin des années 1990. Un procès civil contre l'agence est intenté en 2002.
En 2010, dans l'affaire Sony BMG v. Tenenbaum, un étudiant est condamné pour avoir téléchargé et partagé 30 fichiers musicaux. Un jury fixe les dommages et intérêts à 675 000 dollars. Ses avocats font appel du jugement. Le juge Gertner estime le montant excessif (« unconstitutionally excessive ») et ramène la somme à 67 500 dollars, ce qui correspond à trois fois le minimum statutaire. La RIAA, association qui défend les intérêts de l'industrie du disque aux États-Unis, annonce alors son intention de faire appel.

## Récompenses
En 1999, un sondage publié par le journal Massachusetts Lawyers Weekly la désigne meilleur juge des cours de district. Au cours de sa carrière, elle reçoit notamment le prix Thurgood Marshall, qui lui est décerné en 2008 par l'American Bar Association. Elle est la seconde femme à recevoir cette récompense, après Ruth Bader Ginsburg. En 2011, l'université Brandeis lui décerne un doctorat (Doctor of Laws) honoraire.

## Ouvrage
- (en) In Defense of Women : Memoirs of an Unrepentant Advocate, Beacon Press, 2011, 249 p. (ISBN 978-0-8070-1143-0, lire en ligne)